# Ramona Theresia Hofmeister
Ramona Theresia Hofmeister (Bischofswiesen, 28 marzo 1996) è una snowboarder tedesca, vincitrice della medaglia di bronzo nello slalom gigante parallelo ai giochi olimpici invernali di Pyeongchang 2018, di due medaglie mondiali, di tre Coppe del mondo generali di parallelo e quattro di slalom gigante parallelo.

## Biografia
Hofmeister ha partecipato al Festival olimpico della gioventù europea di Brașov 2013 ottenendo il settimo posto nello slalom gigante parallelo. Lo stesso anno ha disputato pure i suoi primi Mondiali juniores. Dal 2014 inizia a gareggiare in Coppa del Mondo, salendo per la prima volta sul podio due anni più tardi con il terzo posto ottenuto nello slalom parallelo a Winterberg nel marzo 2016. Il mese dopo si laurea campionessa mondiale juniores nella medesima specialità.
A Sierra Nevada 2017 disputa i suoi primi campionati mondiali senior, dove viene squalificata nella finale per il terzo posto dello slalom gigante parallelo, mentre non riesce a superare i quarti di finale nello slalom parallelo. Ramona Theresia Hofmeister prende parte alle Olimpiadi di Pyeongchang 2018 vincendo la medaglia di bronzo slalom gigante parallelo, dopo avere superato la russa Alëna Zavarzina; nella semifinale era stata sconfitta dalla futura campionessa olimpica Ester Ledecká. Ai Mondiali di Park City 2019 ottiene un altro terzo posto nello slalom parallelo. Nella stagione 2019-2020 ha vinto la Coppa del mondo generale di parallelo e quella di gigante parallelo, le sue vittorie stagionali sono state 6. Ai Mondiali di Rogla 2021 ha vinto la medaglia d'argento nello slalom parallelo, perdendo la finale contro Sofija Nadyršina. Nella stessa stagione si è nuovamente aggiudicata la Coppa del Mondo di gigante parallelo.

## Palmarès

### Olimpiadi
- 1 medaglia:
  - 1 bronzo (slalom gigante parallelo a Pyeongchang 2018)

### Mondiali
- 2 medaglie:
  - 1 argento (slalom parallelo a Rogla 2021)
  - 1 bronzo (slalom parallelo a Park City 2019)

### Mondiali juniores
- 1 medaglia:
  - 1 oro (slalom parallelo a Rogla 2016)

### Coppa del Mondo
- Vincitrice della Coppa del Mondo di parallelo nel 2020, nel 2021, nel 2022 e nel 2024
- Vincitrice della Coppa del Mondo di slalom gigante parallelo nel 2020, nel 2021, nel 2022, nel 2023 e nel 2024
- Vincitrice della Coppa del Mondo di slalom parallelo nel 2024
- 48 podi:
  - 26 vittorie
  - 11 secondi posti
  - 11 terzi posti

#### Coppa del Mondo - vittorie
| Data             | Luogo             | Paese         | Disciplina |
| ---------------- | ----------------- | ------------- | ---------- |
| 12 gennaio 2018  | Bad Gastein       | Austria       | PSL        |
| 21 gennaio 2018  | Rogla             | Slovenia      | PGS        |
| 21 gennaio 2018  | Pyeongchang       | Corea del Sud | PGS        |
| 23 febbraio 2019 | Secret Garden     | Cina          | PGS        |
| 8 dicembre 2019  | Bannoye           | Russia        | PGS        |
| 14 dicembre 2019 | Cortina D'Ampezzo | Italia        | PGS        |
| 11 gennaio 2020  | Scuol             | Svizzera      | PGS        |
| 14 gennaio 2020  | Bad Gastein       | Austria       | PSL        |
| 29 febbraio 2020 | Blue Mountain     | Canada        | PGS        |
| 1º marzo 2020    | Blue Mountain     | Canada        | PGS        |
| 17 dicembre 2020 | Carezza al Lago   | Italia        | PGS        |
| 6 febbraio 2021  | Bannoye           | Russia        | PGS        |
| 6 marzo 2021     | Rogla             | Slovenia      | PGS        |
| 16 marzo 2022    | Rogla             | Slovenia      | PGS        |
| 27 gennaio 2023  | Blue Mountain     | Canada        | PGS        |
| 14 dicembre 2023 | Carezza al Lago   | Italia        | PGS        |
| 16 dicembre 2023 | Cortina d'Ampezzo | Italia        | PGS        |
| 23 dicembre 2023 | Davos             | Svizzera      | PSL        |
| 16 gennaio 2024  | Bad Gastein       | Austria       | PSL        |
| 24 febbraio 2024 | Krynica-Zdrój     | Polonia       | PGS        |
| 14 gennaio 2025  | Bad Gastein       | Austria       | PSL        |
| 18 gennaio 2025  | Bansko            | Bulgaria      | PGS        |
| 19 gennaio 2025  | Bansko            | Bulgaria      | PGS        |
| 15 febbraio 2025 | Val Saint-Côme    | Canada        | PGS        |
| 16 febbraio 2025 | Val Saint-Côme    | Canada        | PGS        |
| 1º marzo 2025    | Krynica-Zdrój     | Polonia       | PGS        |

Legenda:

PSL = Slalom parallelo

PGS = Slalom gigante parallelo